# Thomas Lawrence
Thomas Lawrence (13. dubna 1769, Bristol – 7. ledna 1830, Londýn) byl anglický malíř, slavný portrétista, představitel romantismu.

## Život
Narodil se v Bristolu, kreslit začal jako samouk – zázračné dítě v deseti letech v Devizes, kde byl jeho otec majitelem restaurace a „Bear hotelu“. Bavil hosty restaurace tím, že kreslil pastelem jejich portréty. Když roku 1779 živnost Lawrencových zkrachovala, přesídlili do Bathu, kde Thomas jako pouliční portrétista živil celou rodinu (včetně patnácti sourozenců).
Roku 1787 odešel do Londýna, kde se o jeho školení v malbě postaral dvorní malíř Joshua Reynolds. Díky jeho přímluvě začal studovat na Royal Academy. Jeho sláva se rychle rozšířila, takže již v roce svého příchodu do Londýna vytvořil portrét královny Charlotty, manželky Jiřího III. Roku 1792 po Reynoldsovi převzal funkci britského dvorního malíře. V následujících letech následovaly portréty dalších členů královské rodiny a významných osobností jeho doby. Roku 1815 patřil k portrétistům, kteří zpodobili účastníky Vídeňského kongresu (dalším byl např. Jean-Baptiste Isabey). Téhož roku byl uveden do šlechtického stavu.
Podle účelu zakázek rozlišoval oficiální reprezentační portréty politiků a hodnostářů od rodinných portrétů či intimních scén matek s dětmi.
O rychlosti, s jakou maloval i rozměrné olejomalby, svědčí, že například jen během kongresu v Cáchách roku 1818 portrétoval 24 politiků a diplomatů. Jeho romantické skupinové portréty se vyznačovaly žánrovými motivy matek s tančícími, hrajícími si, vyskakujícími či jinak činnými dětmi, jindy výraznou dekorací interiéru nebo bouřlivou oblohou na pozadí.
V roce 1820 se stal prezidentem Královské Akademie v Londýně, kterým byl až do své smrti. Pro ni namaloval sérii podobizen anglických králů.

## Galerie

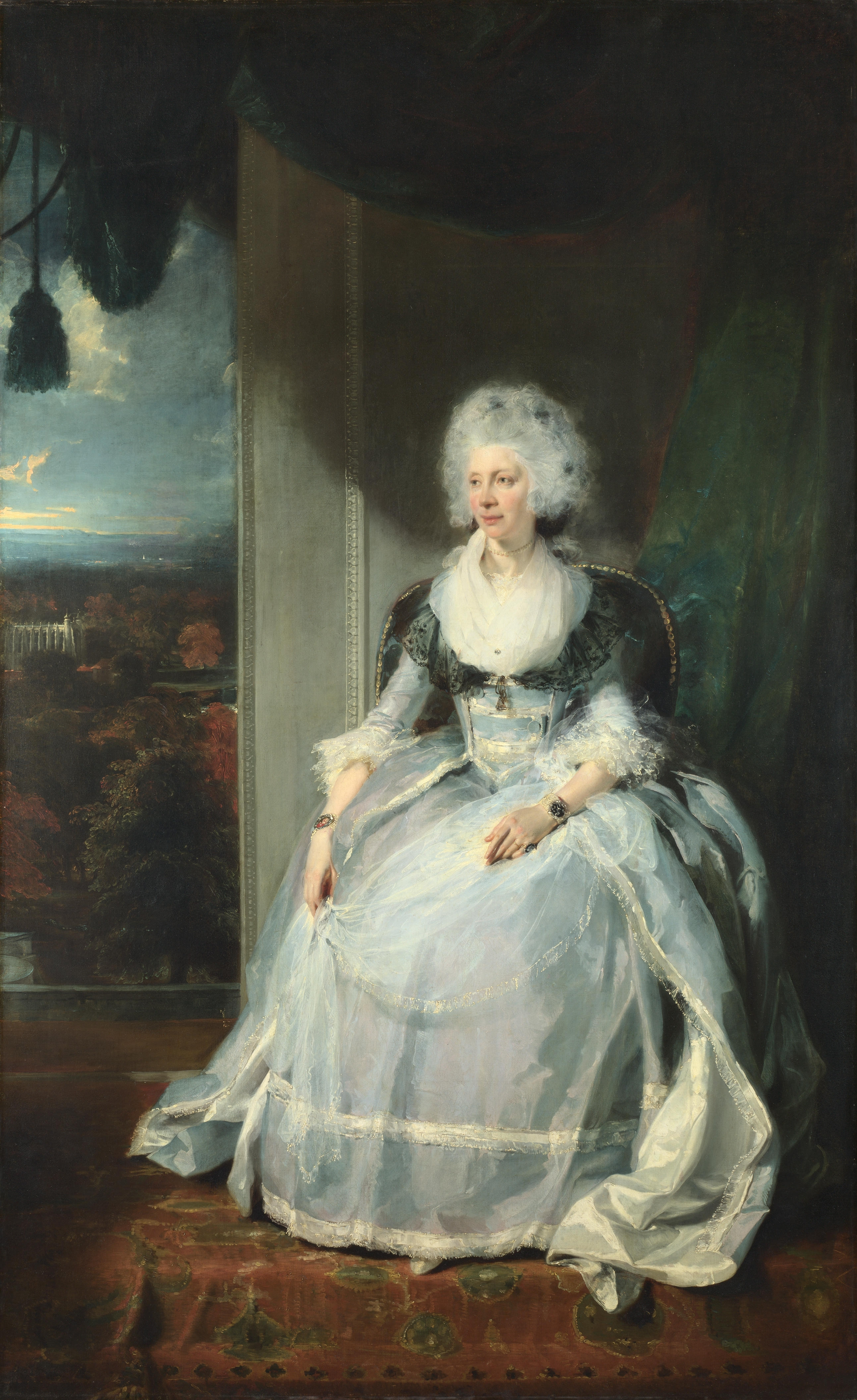
Královna Šarlota Meklenbursko-Střelická, 1789
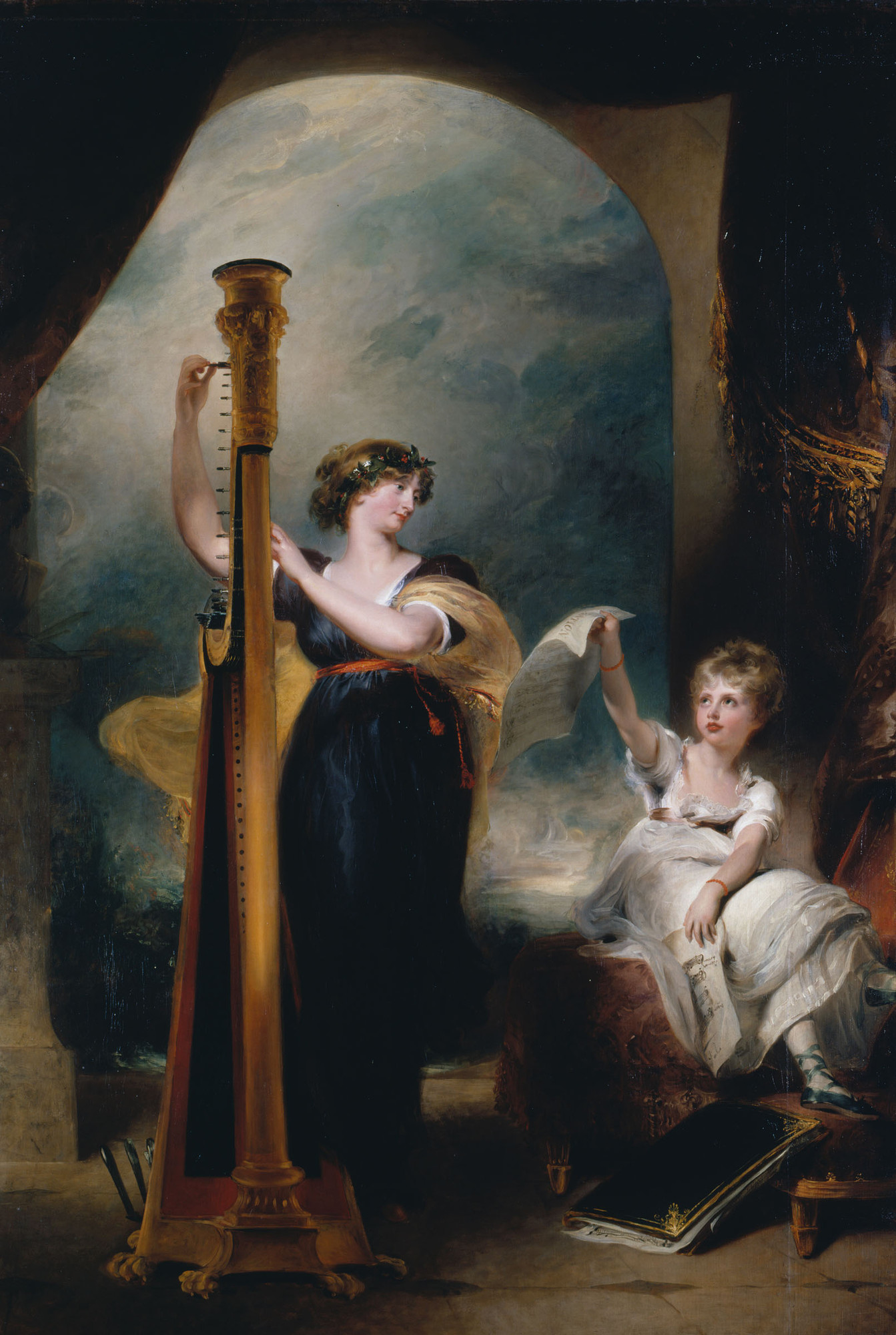
Princezna Charlotta z Walesu s matkou, 1801
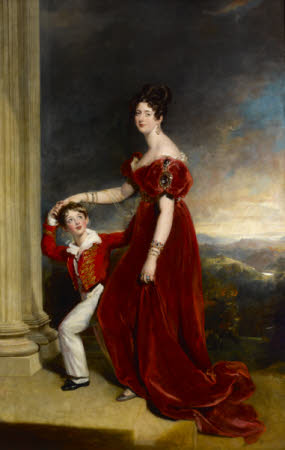
Frances Anne Vane z Londonderry, se synem, 1810
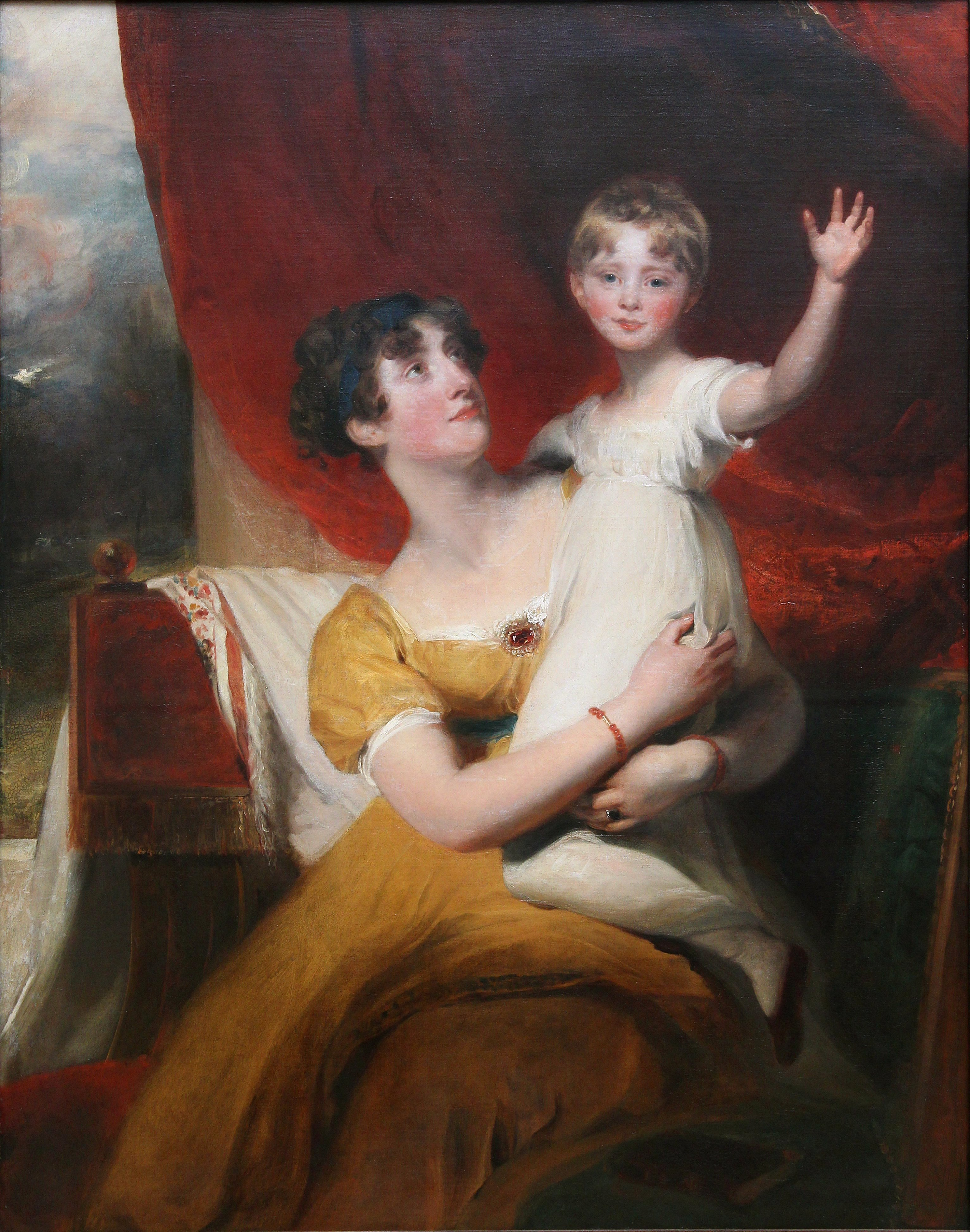
Lady Ordeová s dcerou, 1810
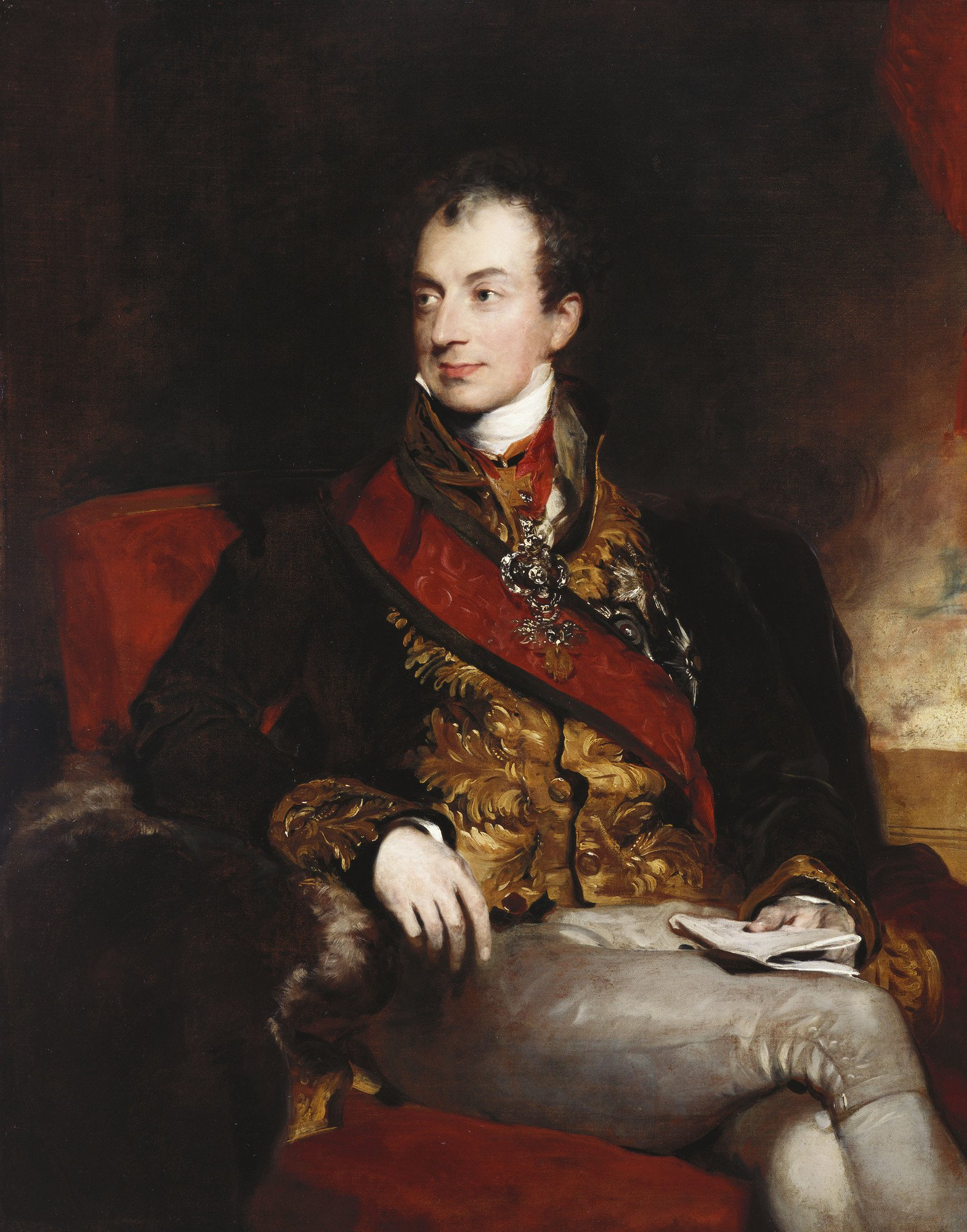
Klemens Metternich, 1. verze: 1815
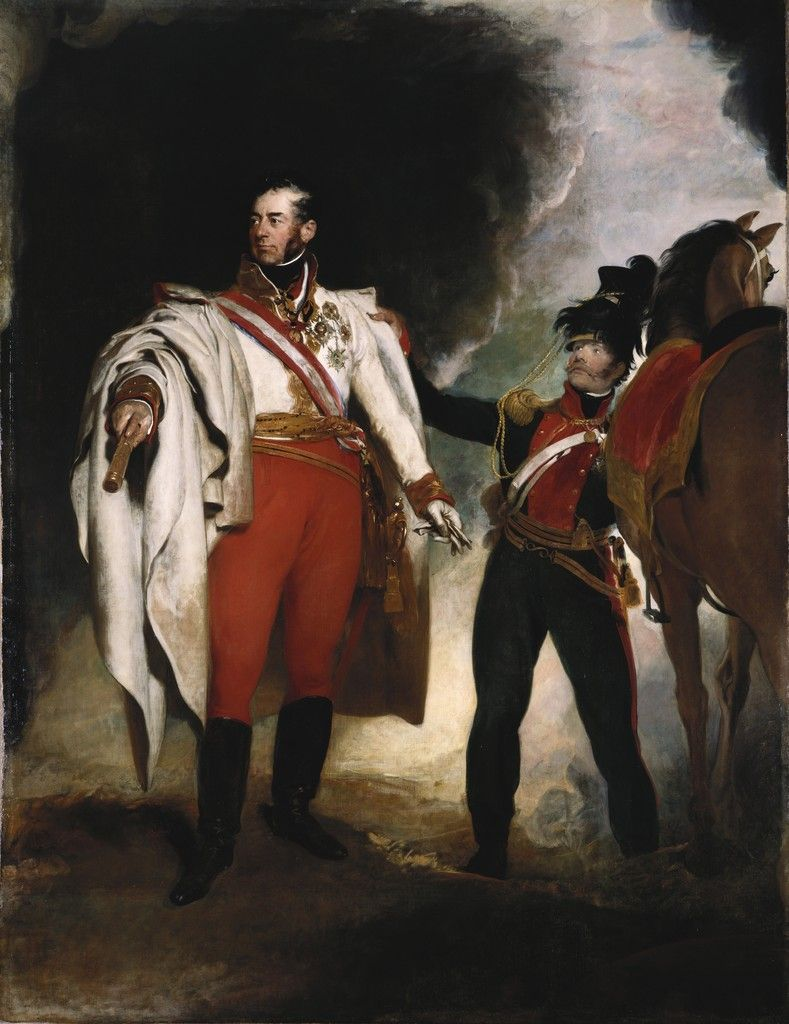
Karel Filip ze Schwarzenbergu, 1819
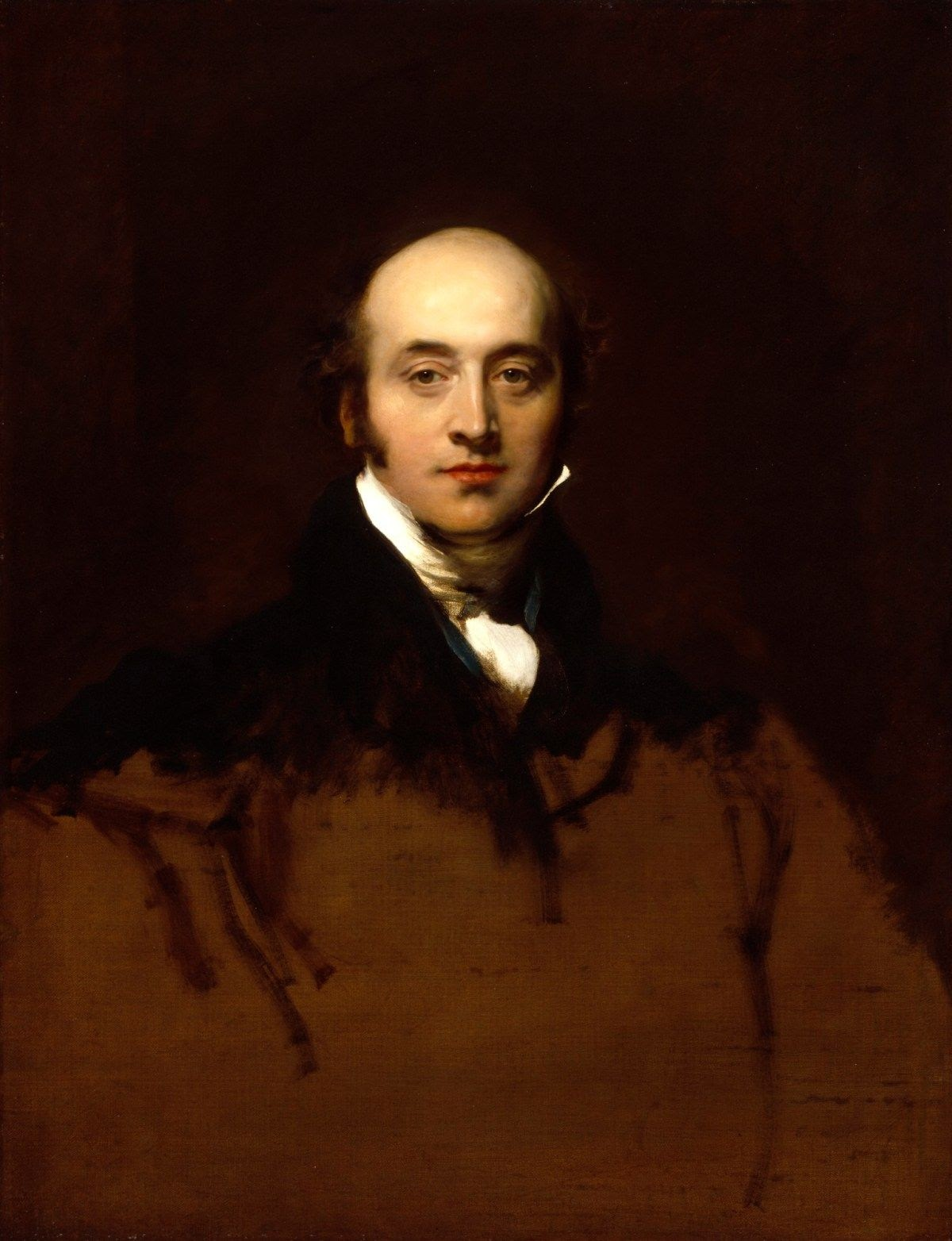
Nedokončený autoportrét, 1825